# Calumet Park, Illinois
Calumet Park är en ort (village) i Cook County, i delstaten Illinois, USA. Enligt United States Census Bureau har orten en folkmängd på 7 868 invånare (2011) och en landarea på 2,9 km².